# Unreal II: The Awakening
Unreal II: The Awakening – komputerowa gra typu first-person shooter wyprodukowana przez Legend Entertainment i wydana przez Atari w 2003 roku. W Polsce dystrybucją zajął się CD Projekt. Gra jest kontynuacją Unreal i podobnie jak ona, jest przeznaczona do gry w trybie jednoosobowym. 

## Fabuła
Gracz wciela się w postać byłego żołnierza, Johna Daltona, kapitana statku Atlantis, którego zadaniem jest odnalezienie siedmiu artefaktów. Losy artefaktów są nieznane, wiadomo jedynie, iż pozostawiła je jakaś antyczna cywilizacja. Z połączenia owych artefaktów można otrzymać broń o niewyobrażalnej mocy. Sprawą zainteresowało się wojsko, a ty zostajesz wysłany by zbadać całą sprawę.